# (7447) Marcusaurelius
(7447) Marcusaurelius ist ein Asteroid des äußeren Hauptgürtels, der am 17. Oktober 1977 von dem niederländischen Astronomenehepaar Cornelis Johannes van Houten und Ingrid van Houten-Groeneveld entdeckt wurde. Die Entdeckung geschah im Rahmen der Dritten Trojanerdurchmusterung, bei der von Tom Gehrels mit dem 120-cm-Oschin-Schmidt-Teleskop des Palomar-Observatoriums aufgenommene Feldplatten an der Universität Leiden durchmustert wurden.
Der Himmelskörper ist nach dem römischen Kaiser Mark Aurel (121–180) benannt, der als Philosoph der letzte bedeutende Vertreter der jüngeren Stoa war.